# إد وارنر (لاعب كرة قاعدة)
إد وارنر (بالإنجليزية: Ed Warner)‏ هو لاعب كرة قاعدة أمريكي، ولد في 20 يونيو 1889 في فيتشبورغ في الولايات المتحدة، وتوفي في 5 فبراير 1954 في نيويورك في الولايات المتحدة.

## وصلات خارجية
- إد وارنر على موقعبيزبول رفرنس.كوم (الدوري الرئيسي) (الإنجليزية)